# Melithreptus validirostris
Papa-mel-de-bico-grosso ou papa-mel-de-bico-forte (Melithreptus validirostris) é uma espécie de ave da família Meliphagidae.
É endémica da Austrália.
Os seus habitats naturais são: florestas temperadas.